# Afrisports FC
Afrisports FC is een Zambiaanse voetbalclub uit Kitwe. De club speelt op het tweede niveau in Zambia.

## Bekende (oud-)spelers
- Rainford Kalaba
- Aaron Katebe
- Jacob Mulenga
- Stoppila Sunzu